# Velký zápach

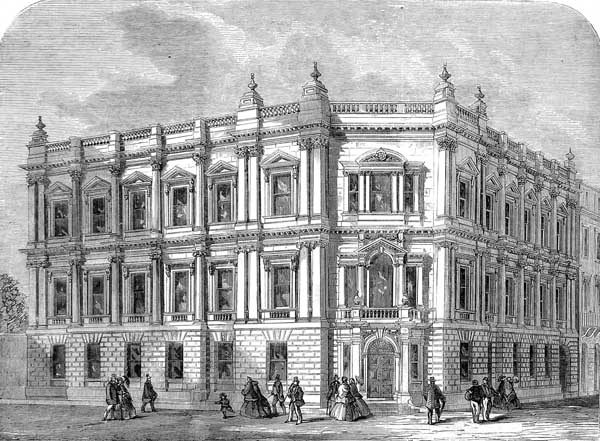
Sídlo MBW ve Spring Gardens poblíž Trafalgarského náměstí. Navrženo architektem Frederikem Marrablem v roce 1858

Pojmem Velký zápach (Great Stink) je označováno období v létě roku 1858, během něhož zápach ze splašků téměř ochromil život v centru Londýna.
Část tohoto problému byla způsobena používáním moderních splachovacích záchodů. Zatímco tyto záchody byly pokrokem vůči nočníkům (které dříve používala většina obyvatel Londýna), zvýšily zároveň spotřebu vody a množství splašků, které byly odváděny do žump. Tyto byly napojeny na veřejnou kanalizaci, která byla původně navržena pro odvod dešťové vody, ale nyní do ní byly odváděny i odpady z továren. Splašky zamořovaly město zápachem před tím, než odtekly do Temže. Ve 40. letech 19. století se v Londýně velmi rozšířila cholera. Důvodem byla i představa, že se cholera šíří vzduchem. Až v roce 1854 londýnský lékař John Snow zjistil po epidemii cholery v Soho, že zdrojem přenosu je voda. V roce 1848 byla ustanovena Metropolitní komise pro kanalizaci – sdružení místních úřadů pro řešení problémů s odváděním odpadních vod.
Léto roku 1858 bylo nezvykle horké. Temže a její přítoky byly extrémně znečištěné a horký vítr podporoval bujení bakterií, které vyvolávaly tak silný zápach, že vyvolal aktivitu Dolní sněmovny a soudního dvora. Hustý déšť ukončil horké léto a zápach z odpadních vod se stal snesitelnějším. Přesto Dolní sněmovna ustavila výbor pro řešení tohoto problému.
Na konci roku 1855 byla komise nahrazena institucí Metropolitan Board of Works (MBW), která přijala v roce 1859 návrh svého hlavního inženýra Josepha Bazalgette – soustavu 2 100 km tunelů a potrubí pod povrchem Londýna, které by odváděly splašky a rozváděly pitnou vodu. V průběhu dalších šesti let byl položen základ Londýnské kanalizační sítě. Důsledkem vybudování této soustavy cholera do 3 měsíců z Londýna zcela vymizela a již se nikdy nevrátila.